# Stela Posavec
Stela Posavec (født 26. august 1996 i Čakovec, Kroatien) er en kvindelig kroatisk håndboldspiller, der spiller for RK Lokomotiva Zagreb og Kroatiens kvindehåndboldlandshold.
Hun blev udtaget til landstræner Nenad Šoštarić' trup ved VM i kvindehåndbold 2021 i Spanien, hvor det kroatiske hold blev nummer 18. Hun deltog desuden også ved EM 2020 i Danmark, hvor hun var med til at vinde bronze.